# Constance Pascal
Constance Pascal (n. 24 august 1877, Pitești, România – d. 21 decembrie 1937, Neuilly-sur-Marne, Seine-et-Oise, Franța) a fost o psihiatră franceză de origine română, care a fost prima femeie psihiatru și prima femeie în poziția de medic-șef al unui spital de psihiatrie din Franța. Este cunoscută cel mai bine pentru studierea bolii Dementia praecox. A mai cercetat cauzele de ordin social și biologic ale bolilor mintale. Pascal a fondat unul dintre primele institute „medico-pedagogice” din Franța. Interesele sale științifice sunt pe larg reflectate în monografia sa Chagrins d'amour et psychoses („Durerile inimii și psihozele”, 1935).

## Copilărie și educație
Constance Pascal s-a născut la 22 august 1877 la Pitești, România. A fost școlită în România, după care s-a mutat în Franța pentru a studia medicina. Pascal a obținut o diplomă în medicină la Universitatea din Paris, una dintre puținele universități care, la sfârșitul secolului al XIX-lea, admitea studente, inclusiv din străinătate.  Teza sa, intitulată Formes atypiques de la paralysie générale: prédominance régionales des lésions dans les méningoencéphalites diffuses („Forme atipice ale paraliziei generale”) a fost publicată în 1905 și a fost recunoscută ca „un succes atât feminin, cât și feminist”.
În 1903, colega sa Madeleine Pelletier a inițiat o campanie în presă, susținută de ziarul feminist La Fronde, pentru a revendica dreptul femeilor de a se angaja în toate ramurile de specializare medicală. Pascal a beneficiat direct de această campanie, fiind una din primele femei care au fost acceptate în funcția de specialist internare psihiatrică.

## Carieră în psihiatrie
Pascal a făcut practică la spitalul Salpêtrière din Paris, un important centru de studii neuropsihiatrice. După Salpêtrière, a devenit medic psihiatru și medic-șef în Charenton-le-Pont. Ulterior, a fost doctor-șef în Prémontré din 1920 și în Châlons-sur-Marne din 1922. În 1925, a fost numită în fruntea Centrului spitalicesc Roger-Prévot din Moisselles, unde a scris Le Traitement des maladies mentales par les chocs („Tratamentul prin șoc a bolilor mintale”) împreună cu Jean Davesne. În 1927, Pascal a devenit medic-șef la Maison Blanche, lângă Paris. În 1935, a publicat Chagrins d'amour et psychoses („Durerile inimii și psihozele”), o carte despre psihozele cauzate de traumele emoționale. Pascal a rămas la Maison Blanche până la moarte, fiind răpusă în 1937 de o boală îndelungată.

## Viață personală
În timpul primului război mondial, a avut o relație amoroasă cu generalul Justin Mangin, în urma căreia, în 1916, a născut o o fetiță pe nume Jeanne. Numele părinților nu au fost înregistrate în certificatul de naștere, Jeanne fiind considerată oficial copil al unor părinți necunoscuți. Pascal a înfiat-o pe Jeanne în 1924 și i-a dezvăluit abia la maturitate că îi este mamă.
Constance Pascal a murit la Neuilly-sur-Marne la 21 decembrie 1937, fiind răpusă de cancer mamar după o boală îndelungată.

## Lucrări
- Les formes atypiques de la paralysie générale (Prix de thèse, médaille de bronze), 1905.
- La démence précoce; étude psychologique médicale et médico-légale, Paris, Alcan, 1911.
- Jean Davesne, Traitement des maladies mentales par les chocs, Paris, Masson, 1926.
- Chagrins d'amour et psychoses, Paris, G. Doin, 1935.
- Chagrins d'amour et psychoses, Paris, Éditions L'Harmattan, 2000.